# В'язівська сільська рада (Народицький район)
В'язівська сільська рада — колишня адміністративно-територіальна одиниця та орган місцевого самоврядування у Народицькому і Овруцькому районах Коростенської і Волинської округ Київської й Житомирської областей Української РСР та України з адміністративним центром у с. В'язівка.

## Населені пункти
Сільраді були підпорядковані населені пункти:
- с. В'язівка
- с. Липлянщина
- с. Слобода-В'язівка

## Населення
Кількість населення ради, станом на 1923 рік, становила 2 687 осіб, кількість дворів — 530.
Відповідно до результатів перепису населення СРСР, кількість населення ради, станом на 12 січня 1989 року, становила 1 020 осіб.
Станом на 5 грудня 2001 року, відповідно до перепису населення України, кількість мешканців сільської ради становила 671 особу.

## Склад ради
Рада складалася з 14 депутатів та голови.

## Керівний склад сільської ради
| ПІБ                        | Основні відомості                                                         | Дата обрання | Дата звільнення |
| -------------------------- | ------------------------------------------------------------------------- | ------------ | --------------- |
| Фомичева Галина Миколаївна | Сільський голова, 1961 року народження, освіта, член народної партії      | 26.03.2006   | 31.10.2010      |
| Фомичева Галина Миколаївна | Сільський голова, 1961 року народження, освіта вища, член Партії регіонів | 31.10.2010   |                 |

Примітка: таблиця складена за даними джерела

## Історія
Створена 1923 року в складі містечка В'язівка та сіл Липлянщина і Слобода В'язівська Народицької волості Овруцького повіту Волинської губернії. 21 жовтня 1925 року с. Липлянщина відійшло до складу новоствореної Липлянщинської сільської ради Народицького району. Станом на 17 грудня 1926 року на обліку в раді числиться хутір Калинівка, котрий, станом на 1 жовтня 1941 року не перебуває на обліку.
Станом на 1 вересня 1946 року та 1 січня 1972 року сільська рада входила до складу Народицького району Житомирської області, на обліку в раді перебували села В'язівка та Слобода-В'язівка.
11 серпня 1954 року, внаслідок виконання указу Президії Верховної ради УРСР «Про укрупнення сільських рад по Житомирській області», до складу ради включене с. Липлянщина ліквідованої Липлянщинської сільської ради Народицького району. 5 березня 1959 року с. Липлянщина включене до складу відновленої Болотницької сільської ради Народицького району. 12 серпня 1974 року, відповідно до рішення Житомирського облвиконкому № 342 «Про зміни в адміністративно-територіальному поділі окремих районів області в зв'язку з укрупненням колгоспів», с. Липлянщина повернуте до складу В'язівської сільської ради.
Припинила існування 17 листопада 2015 року через об'єднання до складу Народицької селищної територіальної громади Народицького району Житомирської області.
Входила до складу Народицького (7.03.1923 р., 8.12.1966 р.) та Овруцького (30.12.1962 р.) районів.